# Palacio de los Duque de Estrada
El palacio de los Duques de Estrada es un palacio situado en la localidad de Llanes, en el Principado de Asturias (España). Está incluido en la Lista Roja del patrimonio de Hispania Nostra.

## Descripción
El palacio fue construido en la Edad Media, conservándose de su primitiva fábrica la torre de los Aguilar de San Jorge del siglo XI. El edificio fue remodelado en el siglo XIV y adquirió su aspecto actual con la construcción de su actual fachada en el siglo XVIII por el primer conde de la Vega del Sella, Fernán Duque de Estrada. El edificio actual pues, es de estilo barroco, siendo flanqueada la fachada por dos volúmenes torreados de sección cuadrangular. Se encuentra en ruinas desde el incendio acontecido en 1809. Sobre este percance circulan dos historias populares: la primera indica que fue obra de las tropas del general Bonet durante la Guerra de Independencia; la otra versión cuenta que fueron los propios lugareños que tras la ayuda de la familia Duque de Estrada a los franceses, el pueblo se rebeló e incendió el palacio como venganza.
El palacio pertenecía a la familia Duque de Estrada y uno de sus moradores más importantes fue Juan Duque de Estrada, caballero y embajador de los Reyes Católicos ante el Papa Inocencio VII.